# Le Voleur de coloquintes
Le Voleur de coloquintes est un roman de Jean Anglade publié en 1972.

## Résumé
Baptiste est né vers 1914 dans le Puy-de-Dôme puis il a déménagé à Thiers. À l'école, on l'appelait "Sang de Chou". Un jour, il tente de voler dans le jardin de son oncle un potiron. Mais de retour chez ses parents, son père lui dit que c'est une coloquinte totalement inutile, et Baptiste la met aux égouts, faisant croire qu'on l'a volée de leur maison. Il est exempté du service militaire mais mobilisé en 39, envoyé dans le nord et fait prisonnier. Il va en Allemagne où il travaille pour l'armement puis dans une ferme cultivant notamment le houblon. En 1944, il va travailler en forêt. Il se fait couper un pouce qu'on lui recoud et on lui transfuse du sang allemand ! À la Libération, il reste s'occuper des biches d'une forêt en Allemagne.